# A Victim of Circumstances (film 1911)
A Victim of Circumstances è un cortometraggio muto del 1911 diretto da Mack Sennett.

## Produzione
Il film fu prodotto dalla Biograph Company.

## Distribuzione
Distribuito dalla General Film Company, il film - un cortometraggio di 119 metri - uscì nelle sale cinematografiche statunitensi il 2 novembre 1911. Nelle proiezioni, veniva programmato con il sistema dello split reel, accorpato in un'unica bobina con un altro cortometraggio prodotto dalla Biograph, la commedia Their First Divorce Case.